# ルキウス・アウレリウス・オレステス (紀元前157年の執政官)
ルキウス・アウレリウス・オレステス（Lucius Aurelius Orestesr、 生没年不詳）は紀元前2世紀中頃の共和政ローマの政治家。紀元前157年にコンスル（執政官）を務めた。

## 出自
オレステスはプレブス（平民）であるアウレリウス氏族である。氏族最初の執政官はガイウス・アウレリウス・コッタで、紀元前252年のことであった。いわゆるノビレス（新貴族）の氏族である。
カピトリヌスのファスティによると、オレステスの父も祖父もプラエノーメン（第一名、個人名）はルキウスである。

## 経歴
現存する資料の中で、オレステスについての最も古い記録は、紀元前163年にさかのぼる。この年に、オレステスは東方へ派遣された使節団の一員であった。オレステスとグナエウス・オクタウィウス、スプリアス・ルクレティウスはマケドニアの状況を調査し、カッパドキアとガラティアとの間の確執を解決してから、シリアに向かった。そこで紀元前188年に締結されたアパメイアの和約で定められたセレウコス朝の軍備縮小を実行した。即ち、艦隊を焼却し、戦象を破棄させ、アンティオコス5世エウパトルの軍を、可能な限り弱体化させた。しかしこれは現地住民の怒りを招き、オクタウィウスはラオディキアのギュムナシオンでで暗殺された。オレステスとルクレティウスはローマに戻ることができた。
紀元前157年、オレステスは政治歴の頂点に達する。パトリキ（貴族）のセクストゥス・ユリウス・カエサルと共に、執政官に就任したのである。ウィッリウス法で定めるプラエトル（法務官）と執政官は最低3年を開けるという規定から、オレステスは遅くとも紀元前160年には法務官を務めたはずである。
次にオレステスが歴史に登場するのは紀元前148年である。第四次マケドニア戦争後、ローマはマケドニアを併合してマケドニア属州としたが、これはアカイア同盟にとっては脅威であった。元老院はオレステスと他の二人の特使をギリシアに派遣し、アカイア同盟がローマに対して敵対しないよう説得すること、またアカイア同盟とスパルタとの紛争を調停することを試みた。しかしこの任務は失敗した。ローマに戻った使節は、ギリシアで襲撃され、危うく殺されるところであったと報告した。ポリュビオスは、彼らは「言葉を選択して誇張した」と記している。元老院は失望したが、再度バルカン半島に使節を送った。しかし、結局すぐに戦争が始まった。
紀元前146年、オレステスは執政官ルキウス・ムンミウス付きのレガトゥス（副司令官）となった。ムンミウスはアカイア同盟との戦争の総司令官に任命されており、オレステスもムンミウスと共にイストモスに到着した。そこにはマケドニア担当プロプラエトル（前法務官）クィントゥス・カエキリウス・メテッルス・マケドニクスが先着しており、すでにいくつかの勝利を得ていた。ムンミウスはコリントスの戦いでアカイア同盟軍を破った。さらにコリントスを陥落させたが、男は皆殺し、女子供は奴隷として売り払い、市内の芸術品はローマへと送られた。これによりコリントスは消滅、市内は徹底的に破壊された。また、アカイア同盟の地はローマのアカエア属州となった。
これ以降、オレステスに関する記録はない。

## 子孫
紀元前126年の執政官ルキウス・アウレリウス・オレステスは息子である。

### 古代の資料
- アッピアノス『ローマ史』
- カピトリヌスのファスティ
- ティトゥス・リウィウス『ローマ建国史』
- パウサニアス『ギリシア案内記』
- ポリュビオス『歴史』

### 研究書
- Egorov A. Julius Caesar. Political biography. - SPb. : Nestor-Istoriya, 2014 .-- 548 p. - ISBN 978-5-4469-0389-4 .
- Broughton R. Magistrates of the Roman Republic. - New York, 1951. - Vol. I. - P. 600.
- Klebs E. Aurelius 179 // Paulys Realencyclopädie der classischen Altertumswissenschaft . - 1896. - Bd. II, 21. - Kol. 2514-2515.
- Klebs E. Aurelius 180 // Paulys Realencyclopädie der classischen Altertumswissenschaft . - 1896. - Bd. II, 21. - Kol. 412-414.